# Astrocaryum ferrugineum
Espèce
Astrocaryum ferrugineum est une espèce de palmiers à feuilles pennées.